# Pávlos Bakoyánnis
Pávlos Bakoyánnis, en grec moderne : Παύλος Μπακογιάννης (10 février 1935 - 26 septembre 1989), est un journaliste puis une personnalité politique grecque bien connu pour ses émissions contre la dictature des colonels, de 1967 à 1974, sur la radio Bayerischer Rundfunk. Député de la Nouvelle Démocratie dans la circonscription de l'Eurytanie, il est tué par balle dans l'entrée principale de son bureau, en 1989 par des membres de l'Organisation révolutionnaire du 17-Novembre.

## Biographie
Bakoyánnis est membre du parti Nouvelle Démocratie, dont il est, au moment de son assassinat, le leader parlementaire au sein du Parlement grec. 
Il est marié à Dóra Bakoyánni, fille de Konstantínos Mitsotákis. Après le meurtre de Pávlos, elle fait adopter une loi interdisant la publication des manifestes post-attaque des groupes terroristes dans les journaux grecs. Depuis, Dóra Bakoyánni a affirmé que cette loi était une erreur et n'a pas tenté de la rétablir, après son abrogation, en 1993. 
Dimítris Koufodínas (el), Iraklís Kostáris et Aléxandros Giotópoulos (en) ont été condamnés à la prison à vie, pour ce meurtre par un tribunal d'Athènes, en décembre 2003. Sávvas Xirós (en) et Vassílis Tzortzátos ont tous deux été condamnés à 18 ans de prison pour ce meurtre. 
Son beau-frère Kyriákos Mitsotákis devient Premier ministre en 2019. Son fils Kóstas Bakoyánnis a été élu maire d'Athènes également en 2019. 

## Source de la traduction
- (en) Cet article est partiellement ou en totalité issu de l’article de Wikipédia en anglais intitulé « Pavlos Bakoyannis » (voir la liste des auteurs).